# Поворот (фільм, 1997)
«Поворот» (англ. U Turn) — американський трилер 1997 року режисера Олівера Стоуна.

## Сюжет
Боббі Купер їде через аризонську пустелю, щоб віддати свій борг мафії. Однак у машині трапляється поломка, яка змушує Купера зупинитися в маленькому містечку й скористатися послугами місцевого автосервісу. Але внаслідок нападу на магазин двох грабіжників Боббі втрачає свої гроші. Він знайомиться з молодою жінкою Грейс, чоловік якої наймає Боббі вбити її. Пізніше Грейс наймає Боббі вбити свого чоловіка.

## У ролях
| Актор             | Роль                          |
| ----------------- | ----------------------------- |
| Шон Пенн          | Боббі Купер                   |
| Дженніфер Лопес   | Грейс МакКенна                |
| Нік Нолті         | Джейк МакКенна                |
| Біллі Боб Торнтон | Даррелл                       |
| Джон Войт         | Сліпий                        |
| Хоакін Фенікс     | Тобі Н. Такер                 |
| Пауерс Бут        | шериф Поттер                  |
| Клер Дейнс        | Дженні                        |
| Валерій Ніколаєв  | Аркадій                       |
| Джулі Гаґерті     | Фло                           |
| Абрахам Бенрубі   | байкер 1                      |
| Річард Рутовські  | байкер 2                      |
| Айда Лінарес      | Джамілла                      |
| Шон Стоун         | хлопець у магазині            |
| Ілля Волох        | Сергій                        |
| Брент Бріско      | Бойд                          |
| Бо Гопкінс        | Ед                            |
| Енні Тіен         | кухар                         |
| Шері Фостер       | Мати Грейс                    |
| Лорі Меткалф      | працівниця автовокзалу        |
| Лів Тайлер        | дівчина на автобусній станції |

## Цікаві факти
- Спочатку Шон Пенн відхилив пропозицію знятися в цьому фільмі через надмірну зайнятість в інших проєктах. Роль Боббі Купера дісталася Біллу Пекстону. Однак через тиждень після початку зйомок Білл вибув з проєкту. На щастя продюсерів робочий графік Пенна виявився вільним, і він зміг зіграти у фільмі.
- Місто, де відбувається дія фільму, існує насправді. У ньому також проходили зйомки «Пророцтва» (1995).
- Спеціально для ролі в цьому фільмі Біллі Боб Торнтон поправився на 50 фунтів (22,6 кг).
- Спочатку роль Грейс призначалася для Шерон Стоун, проте актрису не влаштував гонорар, і вона відмовилася зніматися у фільмі.
- Спочатку Том Савіні повинен був зіграти Байкера № 2, проте через зайнятість в інших проєктах він не зміг цього зробити.
- Коли в Олівера Стоуна поцікавилися, чому він зняв цей фільм, він відповів, що завжди хотів зробити кіно, яке він би із задоволенням подивився, якщо був би підлітком.
- У сценах спогадів Грейс можна помітити безліч дитячих фотографій. Це — справжні фотографії Дженніфер Лопес у дитинстві.
- Спочатку Олівер Стоун мав намір віддати роль сліпого старого Марлону Брандо.
- Фільм частково заснований на реальних подіях, що трапилися на початку 1980-х з одним мандрівником, який заїхав у віддалене маленьке містечко та зник безвісти.